# Norman Whitfield
Norman Jesse Whitfield (* 12. Mai 1941 in Harlem/New York; † 16. September 2008 in Los Angeles) war ein US-amerikanischer Soul/Rhythm-and-Blues-Produzent und Songwriter, der vor allem durch seine Arbeit für Berry Gordys Motown-Label in den 1960er und 1970er Jahren bekannt wurde.

## Leben

Sonnettes – I’ve Gotten Over You

Ende 1958 ließ er sich in Detroit nieder und trat mit einigen lokal bekannten R&B-Bands auf. Ab 1959 bekam Whitfield einen Job als Produzent und Songwriter bei Thelma Records, benannt nach Thelma Gordy, der Frau des späteren Motown-Gründers Berry Gordy Jr. Whitfield arbeitete hier mit Interpreten wie den Distants (Vorläufer der Temptations) zusammen, deren Sänger Richard Street auch von 1971 bis 1993 Mitglied der Temptations war. Der Titel Come On von den Distants präsentierte 1959 eine frühe Kombination späterer Motown-Größen: Richard Street sang, James Jamerson spielte Bassgitarre und Norman Whitfield ist mit dem Tambourin zu hören. 1960 entstand eine seiner ersten Kompositionen, nämlich I've Gotten Over You für die Sonnettes, der jedoch die Hitparaden verfehlte.

Marvin Gaye – Pride and Joy

Ab 1961 hielt sich Whitfield oft in den seit August 1959 bestehenden Motown Recording Studios (Detroit) auf, um mehr über die Aufnahme- und Produktionstechnik zu erfahren. Schließlich wurde er vom Label-Inhaber Berry Gordy Jr. im März 1962 beim Sublabel Gordy Records für US $ 15 pro Woche angestellt, wo er sich Demoaufnahmen unbekannter Künstler anhörte und mitentschied, wer hiervon für einen Plattenvertrag in Frage kommen könnte. Ende 1962 begann Whitfield dann insbesondere Songs zu schreiben. Eine seiner frühen Kompositionen war I Couldn’t Cry If I Wanted To, geschrieben zusammen mit Eddie Holland und im November 1962 von Eddie Holland selbst gesungen. Von den Temptations stammt eine spätere Coverversion (B-Seite von I know I’m losing you, November 1966, ebenfalls komponiert von Whitfield-Holland). Marvin Gaye übernahm für seine LP That stubborn kinda’ fellow im Januar 1963 Wherever I lay my hat, das 20 Jahre später als Cover von Paul Young wiederentdeckt wurde und es auf Platz eins der britischen Charts schaffte. Whitfields erste große Hitkomposition war indes Pride and joy wiederum für Marvin Gaye im Mai 1963, das als Cross-over Platz 10 der US-Popcharts erreichte. Nach ein paar LP-Füllern für die Temptations folgten im Oktober 1964 Needle in a Haystack für die Velvelettes und einen Monat später Too Many Fish in the Sea von den Marvelettes.
Im Jahr 1966 wurde Whitfield zum Hauptproduzenten und -komponisten der Temptations berufen, nachdem sein Ain’t Too Proud to Beg im Mai 1966 ein größerer Hit (Nr. 13 Pop) geworden war als Get Ready (Nr. 29 Pop), letzteres geschrieben und produziert von Smokey Robinson, der bisher für die Temptations zuständig war. Der Hit kam auch auf die im Juni des Jahres veröffentlichte Temptations-LP Gettin’ ready. Zusammen mit Barrett Strong schrieb er im gleichen Monat I Heard It Through the Grapevine für die Miracles. Der Song über Gerüchte wurde im Oktober 1967 von Gladys Knight & the Pips aufgegriffen und avancierte zum Millionenseller (Platz 2 in den USA). Marvin Gayes ein Jahr später veröffentlichte Version war sogar noch erfolgreicher und wurde eine transatlantischer Nummer-eins-Hit. Im April 1969 coverte Gaye dann Too busy thinking about my baby (US-Pop 4), das ebenfalls von der Temptations-LP Gettin’ ready stammte.
Whitfield und Strong beschlossen daraufhin, weiter als Songwriter-Team zusammenzuarbeiten. Ende der 1960er und Anfang der 1970er Jahre, als sich die Temptations stark in Richtung Psychedelic Rock und Funky bewegten, schrieben Whitfield und Strong unter anderem die Hits Cloud Nine (Oktober 1968, erster Grammy), Runaway Child running wild (Januar 1969), I Can’t Get Next to You (US-Nr. 1, Juli 1969), Ball of Confusion (That’s What the World Is Today) (Mai 1970) und Papa Was a Rollin’ Stone (Oktober 1972) für die Band. Insbesondere mit letzterem Song hatten sich Whitfield-Strong vom konventionellen Motown-Sound wegbewegt. Einerseits wurden sozialkritische Inhalte wie entlaufene Kinder oder umhertreibende Väter (Songtitel) thematisiert, andererseits war der Sound gekennzeichnet durch orchestrale Intonierungen, versetzt mit kanonartigen Stimmüberlagerungen. Das galt auch für den im Juli 1970 aus der Kooperation von Whitfield und Eddie Holland stammenden Anti-Kriegs-Hit War für Edwin Starr, der der größte Erfolg Whitfields überhaupt werden sollte. Das Original hiervon stammt von dem Temptations-Album Psychedelic Shack (März 1970). Im Februar 1973 lieferten Whitfield und Strong ihr musikalisches Meisterstück mit der LP Masterpiece für die Temptations ab. Waren überlange Songs bereits geübter Produktionsstandard beim Team, so erreichte die Orchestrierung mit kaskadenartigen Bläsersektionen eine kaum noch steigerungsfähige Ebene – an der Grenze zur Überorchestrierung.
1975 verließ Whitfield dann Motown, um sein eigenes Label Whitfield Records zu gründen. Er produzierte Künstler wie The Undisputed Truth, Taka Boom und Rose Royce. Royces Single Car Wash (Oktober 1976) erreichte wieder einen ersten Platz in den Pop-Charts. Der Song war eine Auskopplung aus dem Soundtrack des gleichnamigen Filmes. Whitfield wurde für seine Musik zu diesem Film auf dem Filmfestival Cannes 1977 ausgezeichnet. Das von Warner Brothers vertriebene Plattenlabel beendete 1982 seine Aktivitäten. Im folgenden Jahr kehrte Whitfield zu Motown zurück, konnte jedoch keine besonderen Erfolge mehr verzeichnen. 2005 wurde er wegen Steuerhinterziehung verurteilt. Die letzten Monate vor seinem Tod verbrachte er zur Diabetes-Behandlung im Krankenhaus.

## Statistik
Insgesamt sind bei der Broadcast Music Incorporated für Whitfield 363 Kompositionen urheberrechtlich registriert. Barrett Strong erhielt 237 Registrierungen, wobei sich ein Großteil der jeweiligen Registrierungen überschneidet und aus ihrer beider Zusammenarbeit stammt. Von 97 Singles aus der Kooperation von Whitfield-Strong (oder einem der Partner mit anderen Autoren) erreichten im Zeitraum 1963 bis 1971 insgesamt 11 die Top 10 der Charts. Von den 27 Nummer-eins-Hits des Motown-Konzerns entfielen lediglich vier auf das Team oder eines der Teammitglieder.
Der Rolling Stone listete Whitfield und Strong 2015 auf Rang 46 der 100 größten Songwriter aller Zeiten.